# Sam Oldham
Sam Joshua Oldham (* 17. Februar 1993 in Keyworth) ist ein britischer Kunstturner. Er war ein Teil des britischen Turn-Teams, welches bei den Olympischen Spielen 2012 im Mannschaftswettbewerb eine Bronzemedaille erringen konnte. Außerdem ist er dreifacher Silbermedaillengewinner bei Europameisterschaften.